# 皮布利
皮布利（法語：Publy，法語發音：[pybli]）是法国汝拉省的一个市镇，属于隆斯勒索涅区。

## 地理
皮布利（46°37'57"N, 5°38'33"E）面积15.18 平方千米，位于法国勃艮第-弗朗什-孔泰大區汝拉省，该省份为法国东部内陆省份，北起上索恩省，西北接科多尔省，西临索恩-卢瓦尔省，南至安省，东与杜省和瑞士接壤。
与皮布利接壤的市镇（或旧市镇、城区）包括：沃维、梅努瓦、布利、布里奥、孔列日、诺尼亚、勒维尼、韦尔日。

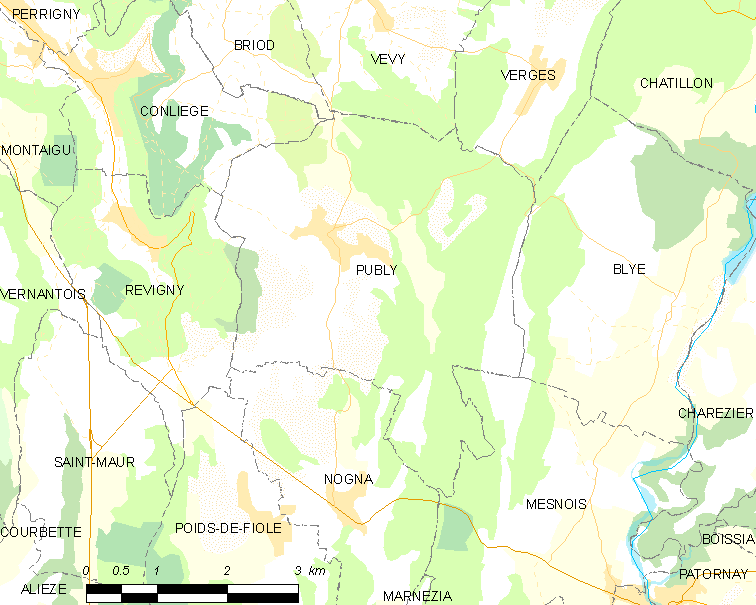
皮布利的OSM定位图

皮布利的时区为UTC+01:00、UTC+02:00（夏令时）。

## 行政
皮布利的邮政编码为39570，INSEE市镇编码为39445。

## 政治
皮布利所属的省级选区为波利尼县。

## 人口

1962-2008年间皮布利人口变化图示

皮布利于2022年1月1日时的人口数量为276人。